# Immunassay

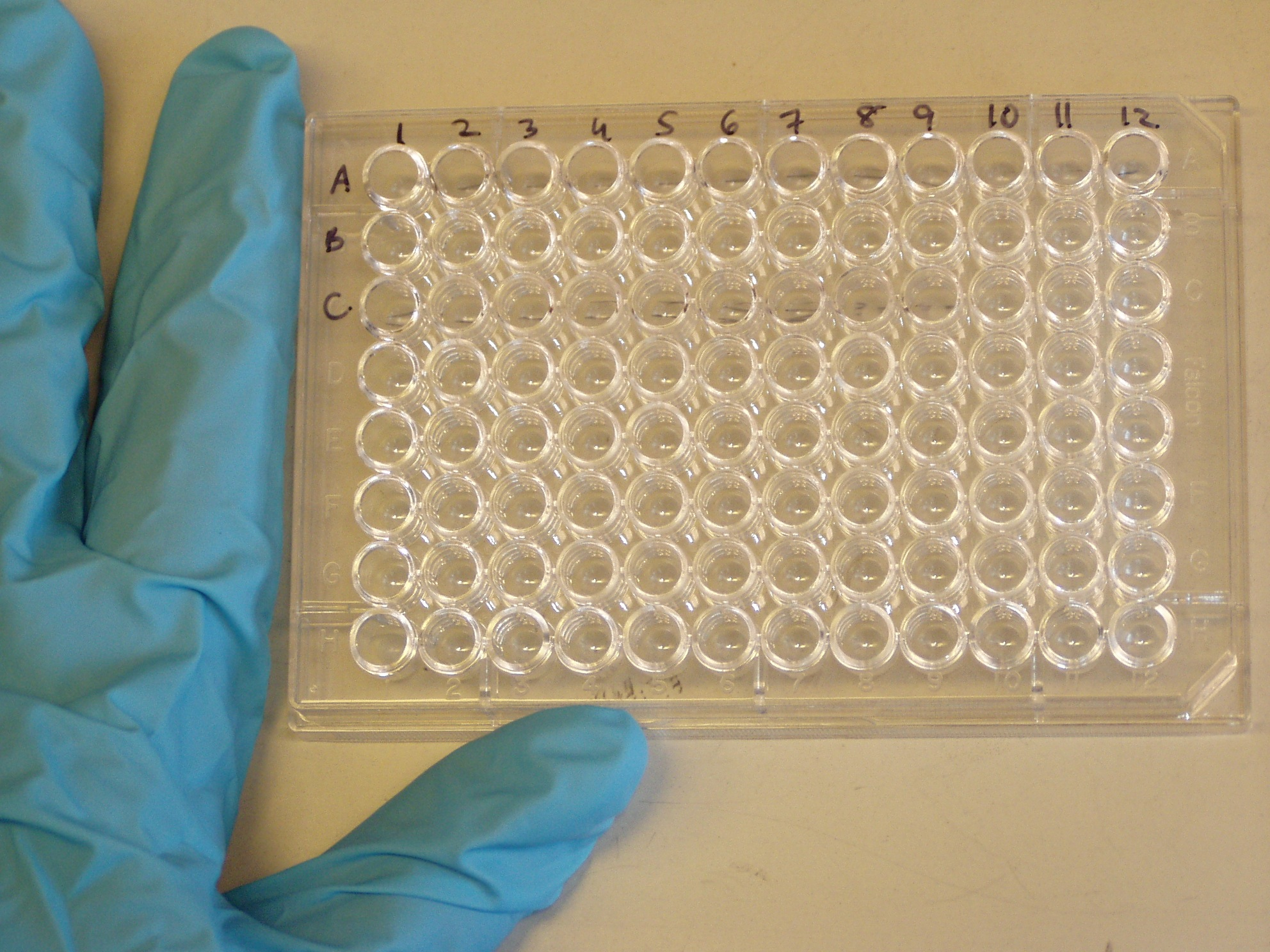
Mikrotiterplatte als multipler Probenträger zur Durchführung eines Immunassays

Als Immunassays (engl.: Immunoassay) werden zusammenfassend eine Reihe von Methoden in der Bioanalytik bezeichnet, deren gemeinsames Grundprinzip die Erkennung und damit ggf. der Nachweis eines Analyten in einer flüssigen Phase durch die Bindung eines Antigens an einen Antikörper ist. Je nach Konfiguration des Assays können sowohl Antigen als auch Antikörper der nachzuweisende Analyt sein. Bei der Durchführung von Immunassays wird die hohe Spezifität und Bindungsstärke der Bindung zwischen Antigenen und Antikörpern genutzt. Als einfacher Vorgänger spezialisierter Verfahren kann der Immundiffusionstest bezeichnet werden.

## Allgemeine Grundlagen

### Analyt
Der Analyt liegt bei Immunassays in einer flüssigen Phase vor, meist gelöst in einem Puffer. Ebenfalls möglich ist die Verwendung von Körperflüssigkeiten oder anderer Probenflüssigkeiten, wie unbehandelter Wasserproben oder flüssiger Lebensmittel beziehungsweise entsprechender Extrakte. Darüber hinaus können auch in einer Suspension vorliegende partikuläre Strukturen mit antigenen Oberflächenmerkmalen, wie zum Beispiel Bakterien, Viren, Zellen oder Materialpartikel, durch Immunassays nachgewiesen werden.

### Detektionstechniken
Zum Nachweis und zur quantitativen Bestimmung ist in Immunassays der Einsatz markierter Reagenzien notwendig. Je nach Assayformat, Anwendung und gewünschter Sensitivität sind dabei verschiedene Markierungen möglich.
Weit verbreitet ist die Markierung mittels Enzymen, die eine chemische Reaktion katalysieren, bei der entweder durch ein Substrat eine bestimmte Farbe entsteht (chromogenes Substrat) oder über Chemilumineszenz Licht abgegeben wird. Ein weiteres optisches Verfahren ist die Markierung mit Fluoreszenz-Farbstoffen. Sowohl die Farbintensität bei chromogenen Substraten als auch die Lichtintensität bei lumineszenten und fluoreszenten Substraten beziehungsweise Markierungen sind mit entsprechenden Geräten messbar. Auf Enzymmarkierungen basierende Assays werden als Enzyme-linked Immunosorbent Assays (ELISA) bezeichnet. In Radioimmunassays (RIA) werden schwachradioaktive Substanzen zur Markierung verwendet, der Nachweis und die Quantifizierung erfolgen hierbei durch die Messung der Radioaktivität.
Weitere Möglichkeiten zur Markierung sind die Bindung des Detektionsreagenz an Goldkolloide oder an farbige Polymerpartikel. In beiden Fällen ist durch die Bindung einer ausreichenden Menge eine visuelle Erkennung mit bloßem Auge möglich. Weniger häufig genutzt werden die Markierung mit magnetischen Partikeln und damit die Messung der Magnetfeldstärke als Detektionsprinzip sowie elektrochemische Verfahren, beispielsweise auf der Basis von Impedanzmessungen.

### Feste Phase
Während sich der Analyt (das Antigen) in der Probenflüssigkeit befindet, ist sein Bindungspartner (der Antikörper) in der Regel an eine feste Phase gebunden (immobilisiert). Die Auswahl der festen Phase richtet sich nach dem Anwendungszweck und zum Teil nach der gewählten Detektionsmethode.
Die mit am häufigsten verwendeten Reaktionsgefäße sind sogenannte Mikrotiterplatten. Dabei handelt es sich um Kunststoffplatten, die in einem bestimmten Raster eine definierte Anzahl von Kavitäten (Vertiefungen, Wells) mit einem bestimmten Volumen enthalten. Bei den häufig verwendeten Platten im sogenannten 96-Well-Format mit je zwölf Kavitäten in acht Reihen beträgt das Volumen pro Kavität etwa 350 Mikroliter. Mikrotiterplatten werden in der Regel für Assays im ELISA-Format verwendet. Radioimmunassays werden hingegen oft in einzelnen Teströhrchen aus Kunststoff durchgeführt.
Für einfache Assays werden zum Teil Küvetten, oft aber auch Membranen als feste Phase verwendet. Dieses Format wird als Immunblot oder Dot Blot bezeichnet. Auch bei den als Lateral Flow Assays bezeichneten Teststreifen, die beispielsweise für Schwangerschaftstests verwendet werden, sind die entsprechenden Primärantikörper an Membranen gebunden. Der instrumentelle Aufwand und in der Regel auch der Zeitbedarf sind bei diesen Varianten nicht so hoch wie bei einer Durchführung in einer Mikrotiterplatte, allerdings sind die Sensitivität und der Probendurchsatz ebenfalls geringer.

### Quantifizierung
Wenn ein Immunassay nur zum Ja/Nein-Nachweis eines Analyten eingesetzt wird, spricht man von einem qualitativen Nachweis. In diesem Fall ist keine Kalibrierung mittels einer Eichkurve notwendig. Einige Assay-Formate sind nur für einen solchen qualitativen Nachweis geeignet. Ein semi-quantitativer Nachweis ermöglicht über den Vergleich mit einer oder mehreren Vergleichsproben mit bekannter Analytkonzentration eine „Mehr als“- oder „Weniger als“-Aussage. Für eine exakte Konzentrationsbestimmung ist hingegen eine Eichkurve notwendig, für die ebenfalls Proben mit bekannter Analytkonzentration gemessen werden. Nach der Erstellung einer Kurve, bei der die Messsignale gegen die jeweiligen Konzentrationen des Analyten in den Vergleichsproben aufgetragen werden, lässt sich die Konzentration des Analyten in den zu untersuchenden Proben aus der Kurve ablesen oder über eine mathematische Funktion berechnen. Um die Signale untereinander vergleichbar zu machen, kann ein Grenzwert (Cut-Off, CO) definiert werden, der sich rechnerisch aus einem Leerwert und der negativen Kontrolle ergibt. Die gemessenen Signale werden dann auf diesen Cut-Off als Quotient bezogen (S/C bzw. S/CO) und als Vielfache des Grenzwerts ausgedrückt.

## Assay-Prinzipien

### Kompetitiver Assay
Ein kompetitiver Assay wird zum Nachweis eines Antigens genutzt, wenn für dieses entweder nur ein einzelner spezifischer Antikörper zur Verfügung steht oder wenn das Antigen nicht über ausreichende Bindungsstellen für die ungehinderte Bindung von zwei Antikörpern verfügt. Diese Assay-Variante eignet sich damit auch zum Nachweis von Haptenen.
Bei einem kompetitiven Assay wird ein für das Antigen spezifischer Antikörper an eine feste Phase gebunden (immobilisiert). Es erfolgt die Zugabe der Probenlösung, die den Analyten enthält, sowie einer zweiten Lösung (Tracerlösung) mit dem nachzuweisenden Antigen in bekannter Konzentration und markiert mit einem Nachweissystem. Während der Reaktionszeit (Inkubationszeit) konkurrieren das in der Probenlösung in unbekannter Konzentration vorliegende unmarkierte Antigen und das in bekannter Konzentration vorliegende markierte Antigen um die Bindungsstellen des immobilisierten Antikörpers. Je höher die Konzentration des Antigens aus der Probe ist, desto weniger markiertes Antigen wird demzufolge an den Antikörper gebunden. Über die Erkennung und gegebenenfalls eine quantitative Bestimmung der Markierung ist der Nachweis des Antigens und die Messung seiner Konzentration indirekt möglich.

### Nicht-kompetitiver Assay
Für den Nachweis eines Antigens mittels eines auch als Sandwich-Assay bezeichneten nicht-kompetitiven Assays werden zwei verschiedene Antikörper benötigt, die das Antigen erkennen und sich dabei nicht in ihrer Bindung an das Antigen gegenseitig behindern. Ein Vorteil des IRMA im Vergleich mit dem kompetitiven Format liegt in der größeren Genauigkeit bei niedrigen bis sehr niedrigen Konzentrationen der zu bestimmenden Substanz (des Antigens), ein Nachteil in falsch-niedrigen Ergebnissen bei sehr hohen Konzentrationen des Antigens („High-Dose-Hook-Effect)“.
Auch bei einem Sandwich-Assay wird zunächst einer der beiden Antikörper an eine feste Phase gebunden (immobilisiert). Dieser wird als Primärantikörper oder auch als Fänger bezeichnet. Nach der Zugabe der Probenlösung bindet das darin enthaltene Antigen an den Primärantikörper. Anschließend wird die Probenlösung entfernt und der als Sekundärantikörper oder Detektor bezeichnete zweite Antikörper in gelöster Form auf die feste Phase gegeben. Der Detektor bindet nun ebenfalls an das durch den Primärantikörper gebundene Antigen. Für den ebenfalls indirekten Nachweis und die Quantifizierung ist der Sekundärantikörper entweder selbst markiert, oder er wird über ein markiertes Reagens nachgewiesen.

### Direkter Assay
Ein direkter Immunassay dient dem Nachweis von Antikörpern. Dabei wird das entsprechende Antigen an eine feste Phase gebunden. Nach der Zugabe der Probenlösung bindet der darin enthaltene Antikörper an das Antigen. Anschließend wird die Probenlösung entfernt und der gebundene Antikörper durch ein markiertes Reagens nachgewiesen sowie gegebenenfalls quantifiziert.

## Anwendungen

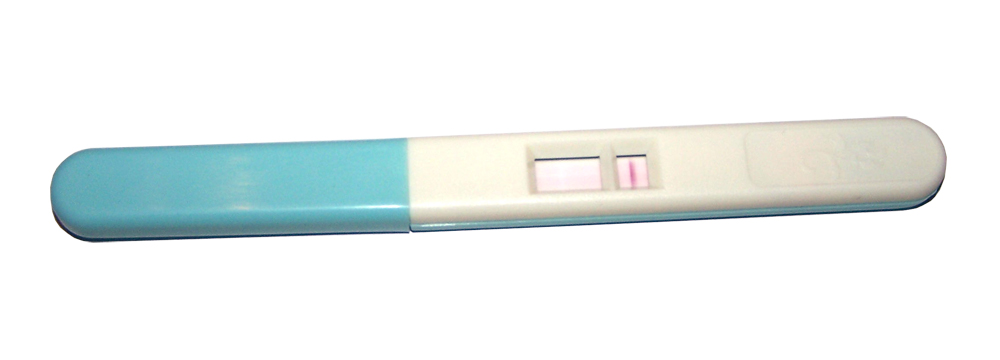
Immunassay als Teststreifen zum Schwangerschaftstest

Immunassays gehören zu den am weitesten verbreiteten Methoden in der Bioanalytik, z. B. der ELISA, der Western Blot, der ELISPOT und der Indirect Immunoperoxidase Assay. Sie bieten aufgrund der biophysikalischen und biochemischen Eigenschaften der Antigen-Antikörper-Bindung eine sehr hohe Spezifität und Sensitivität bei vergleichsweise moderatem apparativen Aufwand sowie Kosten- und Zeitbedarf. Ein weiterer Vorteil gegenüber alternativen Methoden ist die Möglichkeit zur Automatisierung und zur Konstruktion von Hochdurchsatz-Geräten.
Immunassays werden beispielsweise in der Laboratoriumsmedizin für die Bestimmung einer Vielzahl von Parametern in verschiedenen Körperflüssigkeiten wie Blut, Serum oder Urin verwendet. Dabei dienen sie der Vorhersage, der Diagnose und der Verlaufskontrolle von Krankheiten ebenso wie dem Nachweis von Giftstoffen oder der Überwachung von Arzneistoffen im Körper. In der Mikrobiologie können sie zur Bestimmung von Krankheitserregern genutzt werden.
In der Sportmedizin werden Immunassays zum Nachweis bestimmter Dopingsubstanzen angewendet. Weitere wichtige Anwendungsgebiete sind die Umwelt-, Lebensmittel- und Agraranalytik. Hier kommen sie unter anderem zum Nachweis von Umweltgiften, von Allergenen in Lebensmitteln oder von genetisch veränderten Organismen zum Einsatz.
Während die meisten Immunassays aufgrund der dafür notwendigen Ausstattung in spezialisierten Laboren durchgeführt werden, gibt es einige Formate für die on site-Durchführung vor Ort. Dies kann beispielsweise in einer Arztpraxis oder im landwirtschaftlichen Bereich im freien Feld sein. Diese Tests sind als Teststreifen konzipiert und dementsprechend einfach in der Handhabung. Einige dieser Tests, wie beispielsweise Schwangerschafts-, Drogen- oder COVID-19-Schnelltests, können auch von Laien durchgeführt werden.